# Lost Boyz
Lost Boyz foi um grupo de hip hop estadunidense, formado pelo MC Mr. Cheeks, MC de apoio e produtor Freaky Tah (1971–1999), DJ Spigg Nice e Pretty Lou. Foi formada em 1995 em Nova Iorque e dissolvida depois da morte de Freaky Tah. 

## Discografia

### Álbuns
- Legal Drug Money (1996)
- Love, Peace & Nappiness (1997)
- LB IV Life (1999)
- Lost Boyz Forever (2005)

### Singles
- 1995: "Lifestyles Of The Rich & Shameless".
- 1995: "Jeeps, Lex Coups, Bimaz & Benz".

- 1996: "Renee".
- 1996: "Music Makes Me High".

- 1997: "Get Up".
- 1997: "Me & My Crazy World".